# 郭春涛
郭春涛（1898年—1950年6月30日），原名名忠，又名子章，化名胡君健，男，湖南酃县人，三民主义同志联合会与中国国民党革命委员会的早期领导人之一。妻子熊季光、秦德君。

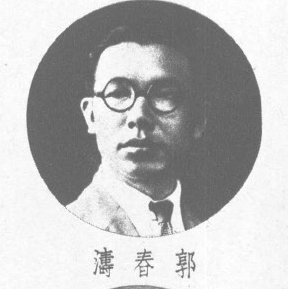

## 生平
郭春涛于1915年考入湖南省长沙市第一中学，期间曾任学生会主席，并与毛泽东、蔡和森、李维汉等人相识。1918年他与好友何孟雄一同考入北京大学，并出任湖南同学会主席。1919年，他与蔡和森、李维汉等人一同前往法国勤工俭学。期间当选工学世界社秘书长。1921年法国政府以“强占校舍扰乱治安”等为由将他与蔡和森、李立三、陈毅等留学生遣送回国。此后他重新进入北京大学外国文学系就读，并于是年加入中国社会主义青年团。
1923年他以个人名义加入中国国民党，并于次年当选国民党北京特别市党部执行委员。1926年又当选国民党中央委员。宁汉分裂期间他加入了武汉国民党左派人士阵营。1927年6月任国民军第二集团军政治部主任。1931年出任国民政府实业政务部政务次长。抗日战争期间他被蒋介石以“勾结奸党、危害党国”之名开除出国民党。
1938年他在重庆加入了以周恩来、董必武为首的对外不公开的“九人小组”。1939年出任东方文化协会常务理事并兼任秘书长。1940年与秦德君结婚，还与杨虎结拜为兄弟。1941年他参与发起成立了中国民主革命同盟。1945年又参与筹建了三民主义同志联合会并任常务委员兼秘书长。1948年中国国民党革命委员会在香港成立，郭春涛出任中央常委。
1949年9月，他出任第一届全国政协委员、副秘书长。中华人民共和国成立后，曾任政务院副秘书长、政务院参事室主任。1950年被确诊为膀胱癌晚期，并于同年6月30日在北京逝世。死后葬于北京香山万安公墓，周恩来为其题写了墓碑。